# 1704
1704 (MDCCIV) fue un año bisiesto comenzado en martes según el calendario gregoriano.

## Acontecimientos
- 30 de enero: («19 de enero» según el calendario juliano), miércoles: en Inglaterra se realiza un ayuno nacional decretado por la reina Ana como expiación por la Gran Tormenta de Inglaterra de 1703, la más violenta registrada en toda la Historia en ese país, que dejó un saldo de entre 8 000 y 15 000 víctimas.
- 4 de mayo: inicio de la guerra de Sucesión española con el desembarco en Lisboa del archiduque Carlos de Austria.
- 4 de agosto: durante la guerra de sucesión española una escuadra inglesa, liderada por el almirante George Rooke, toma Gibraltar y la plaza queda ya como posesión de Inglaterra.
- 31 de diciembre: comenzó la erupción del volcán Sietefuentes en la isla de Tenerife. Con una duración de 13 días

## Arte y literatura
- John Harris publicó una de las primeras enciclopedias, el Lexicon technicum o Diccionario de las Artes y las Ciencias.
- México: Se inició la construcción de la Catedral Basílica en Aguascalientes.
- Jonathan Swift publicó La batalla entre los libros antiguos y los modernos y Cuento de una barrica.

## Nacimientos
- 28 de febrero: Louis Godin, astronómico francés. (f. 1760)
- 31 de julio: Gabriel Cramer, matemático suizo (f. 1752)

## Fallecimientos
- 2 de febrero: Guillaume François Antoine de l'Hôpital, matemático francés.
- 25 de febreroː Isabella Leonarda, compositora italiana (n.1620)
- 30 de marzo: Alan Ispani, asesino serial.
- 28 de octubre: John Locke, filósofo inglés (n. 1632)